# Ōza 1969
L'Ōza 1969 è stata la diciassettesima edizione del torneo goistico giapponese Ōza.

## Svolgimento
La fase preliminare serve a determinare chi accede al torneo per la selezione dello sfidante. Consiste in una serie di tornei preliminari iniziali, i cui vincitori si qualificano al torneo per la determinazione dello sfidante.
- W indica vittoria col bianco
- B indica vittoria col nero
- X indica la sconfitta
- +R indica che la partita si è conclusa per abbandono
- +N indica lo scarto dei punti a fine partita
- +F indica la vittoria per forfeit
- +T indica la vittoria per timeout
- +? indica una vittoria con scarto sconosciuto
- V indica una vittoria in cui non si conosce scarto e colore del giocatore

|  | Primo turno         | Primo turno         | Primo turno |  |  | Secondo turno       | Secondo turno       | Secondo turno |     |               | Semifinali    | Semifinali  | Semifinali |  |  | Finale | Finale | Finale |
|  |                     |                     |             |  |  |                     |                     |               |     |               |               |             |            |  |  |        |        |        |
|  | Shoji Hashimoto     |                     |             |  |  |                     |                     |               |     |               |               |             |            |  |  |        |        |        |
|  | Toshihiro Shimamura | Toshihiro Shimamura | V           |  |  | Toshihiro Shimamura | Toshihiro Shimamura |               |     |               |               |             |            |  |  |        |        |        |
|  | Hideo Otake         | Hideo Otake         | B+4,5       |  |  | Hideo Otake         | Hideo Otake         | W+R           |     |               |               |             |            |  |  |        |        |        |
|  | Go Seigen           | Go Seigen           |             |  |  |                     |                     |               |     | Hideo Otake   | Hideo Otake   | B+R         |            |  |  |        |        |        |
|  | Hosai Fujisawa      | Hosai Fujisawa      | B+R         |  |  |                     | Rin Kaiho           | Rin Kaiho     |     |               |               |             |            |  |  |        |        |        |
|  | Shuchi Kubouchi     | Shuchi Kubouchi     |             |  |  | Hosai Fujisawa      | Hosai Fujisawa      |               |     |               |               |             |            |  |  |        |        |        |
|  | Katsuji Kada        | Katsuji Kada        |             |  |  | Rin Kaiho           | Rin Kaiho           | W+3,5         |     |               |               |             |            |  |  |        |        |        |
|  | Rin Kaiho           | Rin Kaiho           | B+R         |  |  |                     |                     |               |     |               | Hideo Otake   | Hideo Otake | B+8,5      |  |  |        |        |        |
|  | Takeo Ando          | Takeo Ando          |             |  |  |                     | Eio Sakata          | Eio Sakata    |     |               |               |             |            |  |  |        |        |        |
|  | Masaki Takemiya     | Masaki Takemiya     | B+R         |  |  | Masaki Takemiya     | Masaki Takemiya     |               |     |               |               |             |            |  |  |        |        |        |
|  | Kaku Takagawa       | Kaku Takagawa       | B+2,5       |  |  | Kaku Takagawa       | Kaku Takagawa       | W+R           |     |               |               |             |            |  |  |        |        |        |
|  | Dogen Handa         | Dogen Handa         |             |  |  |                     |                     |               |     | Kaku Takagawa | Kaku Takagawa |             |            |  |  |        |        |        |
|  | Eio Sakata          | Eio Sakata          | B+R         |  |  |                     | Eio Sakata          | Eio Sakata    | W+R |               |               |             |            |  |  |        |        |        |
|  | Yasumasa Hane       | Yasumasa Hane       |             |  |  | Eio Sakata          | Eio Sakata          | B+R           |     |               |               |             |            |  |  |        |        |        |
|  | Norio Kudo          | Norio Kudo          | B+8,5       |  |  | Norio Kudo          | Norio Kudo          |               |     |               |               |             |            |  |  |        |        |        |
|  | Michiharu Sakai     |                     |             |  |  |                     |                     |               |     |               |               |             |            |  |  |        |        |        |

## Finale
La finale è una sfida al meglio delle tre partite.